# Магомедов, Бутта Гаджиевич
Бутта Гаджиевич Магомедов (род. 25 декабря 1997, Махачкала) — российский футболист, полузащитник клуба «Факел».

## Биография
Родился в Махачкале, по национальности — лакец.
Начинал заниматься футболом в СДЮШОР имени Сыроежкина (Бронницы, до 2007, ноябрь 2009 — март 2010), ЦСО «Локомотив-2» Москва (январь 2008 — ноябрь 2009). С марта 2010 — в УОР «Мастер-Сатурн».
С сезона 2014/15 — в команде первенства ПФЛ «Сатурн» Раменское. Сезон 2015/16 провёл в аренде в команде «Знамя Труда» Орехово-Зуево. В январе 2018 года перешёл в «Чайку» Песчанокопское. С сезона 2019/20 играл в «Алании» Владикавказ. 5 февраля 2022 года перешёл в клуб РПЛ «Химки». Дебютировал в чемпионате 6 марта в гостевом матче против «Локомотива» (2:3), выйдя на 54-й минуте. 11 июня 2025 года подписал контракт с воронежским «Факелом».